# Лакунарний інсульт
Лакунарний інсу́льт (інший термін — Лакунарний інфаркт мозку) (від фр. lacune — озерце, та/або фр. lacunair — порожнина) — це особлива форма гострого або повільно прогресуючого ішемічного порушення мозкового кровообігу при артеріальній гіпертензії (АГ), яка зумовлена первинним ураженням перфораційних (проникливих) гілок інтрацеребральних артерій і характеризується розвитком дрібних осередків некрозу в глибоких відділах мозку. В процесі організації з них формуються невеликі за розміром (0,2-0,5 см) порожнини округлої або неправильної форми — лакуни.

## Клініка
Лакунарний інфаркт є наслідком артеріальної гіпертонії головного мозку, що змінює тонус відповідних судин з подальшим ураженням стінок артерії. Окрім того, на судини головного мозку впливають добові різкі зміни (перепади та стрибки) тиску, які не знижуються навіть під час сну.
До групи ризику належать особи:
- які страждають на атеросклероз,
- хто переніс інфекційне запалення артеріол головного мозку,
- хворі на цукровий діабет,
- особи з завищеним рівнем цукру в крові.

Лакунарні, або малі глибинні інфаркти розвиваються через закорковування дрібних перфораційних артерій мозку з подальшими характерними змінами дрібних інтракраніальних артерій та стенозуючий ешелонований атеросклероз, тромбоз гілок основної артерії головного мозку, повторні кардіоемболії (частіше при миготливій аритмії), стенози магістральних артерій голови, антифосфоліпідний синдром.
За своєю морфологією лакунарні інфаркти є різновидом білого інфаркту мозку, специфічними морфологічними змінами в дрібних артеріях є гіаліноз, артеріолосклероз, артеріолонекроз[джерело?]. При організації лакунарного інфаркту мозку формується невелика за розміром порожнина (лакуна) розмірами від 0,2 до 0,5-0,7 см, рідше 0,7-1,0 см, з чіткою межею. Усередині, а також навкруги лакуни виявляють осередки неповного некрозу білої та сірої речовини, аксональну дистрофію, валлерівську дегенерацію волокон білої речовини, проліферацію гліоцитів, набряк. При локалізації лакунарного інфаркту в межах сірої речовини спостерігаються характерні для ішемії зміни нейронів. Коли лакуни зливаються, наступає вторинне переродження волокон білої речовини головного мозку з демієлінізацією, виникненням за їх ходом зернистих куль і змін аксонів.
Лакунарні інфаркти мозку здебільшого проявляються неврологічним дефіцитом, але можуть мати й безсимптомний перебіг — «тихий» початок інсультів: «Лакуни лижуть сому та вражають психіку». Слід зазначити, що найбільш частими проявами судинної недостатності мозку є когнітивні розлади (розлади уваги, пам'яті, здатності до аналізу ситуації та прийняття рішень, орієнтації в просторі), які в 1990-х роках увійшли до категорії «судинні когнітивні розлади»
(англ. vascular cognitive impairment, VCI). На сьогодні виділяють два варіанти судинних когнітивних розладів. Перший розвивається при патології великих судин (атеросклероз, кардіогенна тромбоемболія), другий — при ураженні судин дрібного калібру, що призводить до розвитку лакунарних інфарктів.
Описано в межах двадцяти синдромів, що супроводжують лакунарний інсульт. Характерне поступове наростання неврологічних розладів в виді декількох епізодів геміпарезу з подальшим розвитком дизартрії, атаксії, псевдобульбарного паралічу, порушення функцій тазових органів та ходи.
- Чистий руховий інсульт — розвиток повного або часткового геміпарезу при мінімальній вираженості інших неврологічних порушень.
- Геміпарез атаксичний — помірна слабкість в нозі, частіше — в дистальних відділах, при мінімальному парезі або збереженій силі в руці й обличчі, атаксія кінцівок з того ж боку тіла.
- Синдром дизартрії й ніякової руки — поєднання мовних порушень з атаксією в руці, ймовірно також приєднання слабкості в обличчі й кінцівках з того ж боку тіла.
- Гіперкінетичний синдром представлений поєднанням геміхорєї та гемібалізму, а також дистонічними розладами, які іноді розвиваються після декількох місяців після інсульту (відставлена дистонія).
- Чистий сенсорний інсульт — повне або часткове порушення чутливості з одного боку тіла, іноді дизестезією, що супроводиться гіперпатією та болем.
- Провали в пам'яті.
- Дезорієнтація.
- Відчуття безпомічності, плаксивість, стани афекту й істерики.

## Локалізація
Передумовою лакунарного інсульту є артеріальна гіпертензія з подальшим утворенням ділянок некрозу. Через те, що ці ділянки розміщені в глибоких шарах речовини, сама кора півкуль не вражається, навіть у випадку невеликих крововиливів. При цьому людина може вести звичайну життєдіяльність з мікроскопічними лакунами, виявити яке може виключно гістологічний аналіз.
На долю лакунарних інсультів головного мозку припадає 15 % від загальної кількості інсультів; частіше за все він реєструється в літніх осіб. Виявити цю патологію можливо на 100 % можна виключно за допомогою аутопсії.
Діаметр ушкоджених артерій (пронизливі та внутрішньомозкові) складає 40-900 мк.

## Лікування та профілактика
В більшості випадків при своєчасному зверненні до лікарів, лакунарний інфаркт піддається лікуванню, рухливі й інші функції повністю відновлюються за період до 6 місяців. Після визначення за допомогою КТ чи МРТ головного мозку діаметрів лакуни, виноситься діагноз, попередньо прописується лікування та план ліквідації захворювання.
Далі лікування відбувається подібно до лікування ішемічного інсульту. Хворому призначається реабілітаційний режим (ощадливі фізичні вправи), приймання знижуючих тиск ліків, засоби та методи з покращення кровообігу, спеціальна дієта.